# Pueblo chino

Países con una población significativa de ascendencia china.
China, Hong Kong, Macao y Taiwán
+ 1,000,000
+ 100,000
+ 10,000
+ 1,000

La locución pueblo chino puede referirse a:
- Una persona que reside en la República Popular de China, incluidos Hong Kong, Macao, y la República de China (isla de Taiwán). Esta definición cuenta con una perspectiva jurídica.

- Una persona que pertenece al Zhonghua minzu (a veces traducido como nación China), un concepto supraétnico que incluye a los han, manchúes, tibetanos, zhuangzu y otros 53 grupos étnicos establecidos que vivieron dentro de los límites de la China real de la Dinastía Qing (1644-1911). Esta definición se deriva de la nacionalidad respectiva. También incluye a la mayoría de chinos de ultramar, llamados tusán.

- Una persona de etnia han es a menudo simplemente mencionada como «chino» o «de origen étnico chino» en los países occidentales, aunque este uso es políticamente incorrecto cuando se utiliza para la exclusión del resto de chinos. Esta definición se deriva de una perspectiva genealógica. Hay que tener en cuenta que algunos chinos de ultramar no necesariamente se identifican con la República Popular China, porque muchos no chinos fueron asimilados a la cultura china, lo que hace que el término ya no sea racial. Incluso los estudios de ADN han demostrado que los chinos han no son un solo grupo étnico sino una amalgama de distintos pueblos.

Son muchos los factores que deben tenerse en cuenta al decidir si una persona es china. Aparte de la nacionalidad (razones legales), el lugar de residencia (factores geográficos), la raza (razones biológicas), y la ascendencia (factores históricos y genealógicos), el reconocimiento y la identificación de la misma como tal (y con otra gente) es también importante.
Personalidades como el generalísimo Chiang Kai-shek, el líder comunista Mao Zedong o el emperador chino Yongle (durante su mandato imperial se construyó la Ciudad Prohibida de Pekín) destacaron en el ámbito histórico y político, mientras que Gong Li, Zhang Yimou o los  sinoestadounidenses Bruce Lee y Jackie Chan han destacado en el cultural y artístico.